# 레바논의 이슬람교
| 레바논의 이슬람교 종파 (2020) | 레바논의 이슬람교 종파 (2020) | 레바논의 이슬람교 종파 (2020) | 레바논의 이슬람교 종파 (2020) | 레바논의 이슬람교 종파 (2020) |
| ----------------------------- | ----------------------------- | ----------------------------- | ----------------------------- | ----------------------------- |
| 이슬람교도 교파               |                               |                               | 퍼센트                        |                               |
| 수니파                        | 수니파                        |                               | 31.9%                         | 31.9%                         |
| 열두 이맘 시아파              | 열두 이맘 시아파              |                               | 31.2%                         | 31.2%                         |

레바논의 이슬람교는 오래되고 지속적인 역사를 지녔다. CIA의 통계에 따르면, 레바논 전체 인구 63%가 이슬람교도라고 한다. 수니파가 31.9%를 이루고 있고, 열두 이맘 시아파가 31.2%를 이루며, 그 다음으로는 알라위파와 이스마일파 등 그 외 시아파 종파가 소수 퍼센트를 이루고 있다. 드루즈교 지역 사회는 레바논의 다섯 이슬람 지역 사회 (수니, 시아, 드루즈, 알라위, 이스마일) 중 하나로 지정되어 있지만, 대부분의 드루즈교도들은 스스로를 이슬람교도로 여겨지 않고, 이슬람의 다섯 기둥도 따르지 않는다.
레바논의 여러 정치 및 종교 지도자들 간에 국민 협약으로 알려진 협의 조건에 따라, 대통령은 마론 교회 교도여야하고, 수상은 수니파 이슬람교도여야하고, 의회 의장은 시아파 이슬람 교도여야만 한다.

## 인구
| 레바논의 이슬람교도 | 레바논의 이슬람교도 | 레바논의 이슬람교도 | 레바논의 이슬람교도 | 레바논의 이슬람교도 |
| ------------------- | ------------------- | ------------------- | ------------------- | ------------------- |
| 연도                |                     |                     |                     |                     |
| 1932                | 1932                |                     | 48%                 | 48%                 |
| 1985                | 1985                |                     | 75%                 | 75%                 |
| 2010                | 2010                |                     | 54%                 | 54%                 |
| 2012                | 2012                |                     | 53.5%               | 53.5%               |
| 2018                | 2018                |                     | 61.1%               | 61.1%               |

다음 백분율은 추정치일 뿐이다. 그렇지만 1932년이 레바논에서 이뤄진 마지막 인구 조사이기에, 정확한 인구 통계를 내는 것은 어렵다.
레바논의 이슬람교도 수는 여러 세월 논쟁의 대상이었다. 1932년 이래로 레바논의 공식적인 인구조사가 이뤄진 적이 없었다. CIA 월드 팩트북에 따르면, 레바논 영토 내 이슬람교도는 대략 59.5%이고 레바논 디아스포라 860만-1400만 명 중 대략 20%가 무슬림일 것으로 여겨진다.
1932년에 행해진 마지막 레바논 인구 조사에서 전체 인구 중에 48%(시아파 19%, 수니파 22%, 드루즈교 7%)에 해당하는 이슬람교도의 수를 내놓았다 (791,700명 중 388,400명). 미국 중앙정보국 (CIA)이 1985년에 실시한 연구에서 전체 인구의 75% (시아파 41%, 수니파 27%, 드루즈교 7%)에 해당하는 이슬람교도의 수를 내놓았다 (2,228,000명 중 1,667,000명).

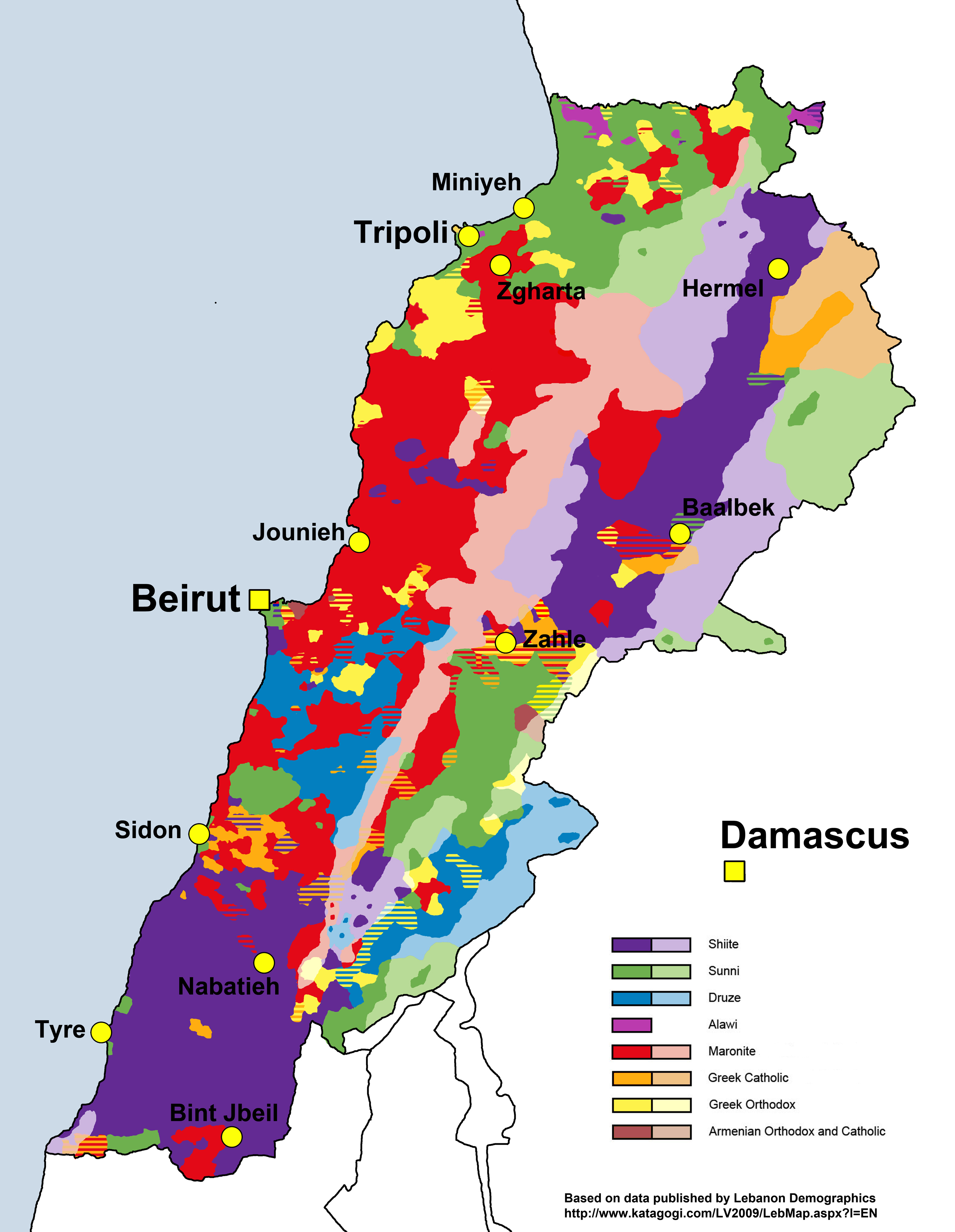
2009년 지자체 선거 자료에 따른 레바논의 종교 집단 분포.

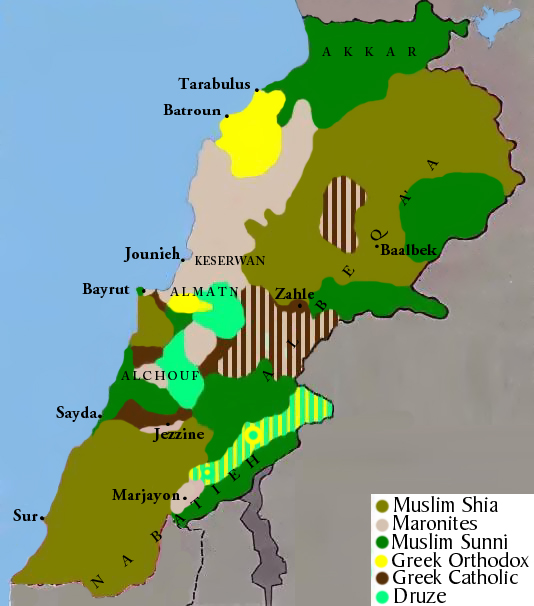
추정상 레바논의 주요 종교 집단의 지역별 분포.

## 종파
레바논의 이슬람교는 시아파, 수니파, 드루즈교, 알라위파, 이스마일파 등의 여러 종파들로 나뉘어 있다.

### 시아파
레바논의 시아파 이슬람교도들은 전체 인구의 대략 27%–29%이다. 열두 이맘파가 시아파 집단 중 지배적이며, 그 뒤로는 알라위파, 이스마일파가 뒤따른다. 레바논 의회 의장은 항상 시아파 이슬람교도여야하며, 해당 직위는 시아파로서 오를 수 있는 최고위직이다. 시아파는 대부분 베카 계곡의 북부와 중부, 남부 레바논, 남부 베이루트 (대베이루트의 남부 지역)에 집중되어 있다.

### 수니파
레바논의 수니파 이슬람교도는 전체 인구의 대략 27%–29%를 이루고 있으며 하나피파와 샤피이파 마드합 등이 수니파 내 우세 집단이다. 수니파 유력자들은 전통적으로 레바논 내 권력자들이었지만, 그럼에도 레바논의 총리직만 오를 수 있다. 수니파는 서부 베이루트, 트리폴리, 시돈, 베카 계곡의 중부와 서부, 하스바야, 이클림 알 카룹, 미니예 다니예 지구, 북부주의 아카르 등에서 다수 인구를 이루고 있다. 낙쉬반디, 카디리야 등 타리카를 포함해 일부 큰 수피파 교단들이 레바논 내에서 활동 중이다.

### 드루즈교
레바논의 드루즈교도는 전체 인구의 5%를 이루고 있고 주로 레바논산과 슈프 지구에서 찾아볼 수 있다. 레바논의 정치적 배분 (레바논 의회의 종교별 할당)하에서 t드루즈교 지역 사회는 레바논의 다섯 이슬람 지역 사회 (수니, 시아, 드루즈, 알라위, 이스마일) 중 하나로 지정되어 있다. 대부분의 드루즈교도들은 스스로를 이슬람교도로 여겨지 않는다.

## 같이 보기
- 레바논의 종교
- 레바논의 세속주의
- 레바논의 기독교
- 레바논의 시아파
- 레바논의 수니파
- 레바논의 드루즈교